# محمد شفیع امین
محمد شفیع امین (۱۲۹۱–۱۳۷۳) پزشک و استاد دانشگاه ایرانی بود. او نمایندگی تبریز را در ادوار نوزدهم، بیست و یکم، بیست و دوم و بیست و سوم مجلس شورای ملی بر عهده داشت. در دوره بیست و یکم او نایب رئیس مجلس بود. او از ۳۰ مرداد ۱۳۳۲ تا ۳۰ اردیبهشت ۱۳۳۵ هفتمین رئیس دانشگاه تبریز بود.
امین فرزند میرزا محسن معتمدالتجار تبریزی، نماینده تبریز در دوره های دوم و چهارم مجلس شورای ملی، بود و در تبریز زاده شد. تحصیلات ابتدایی و متوسطه را در تبریز انجام داد و دکترای خود را در پزشکی دریافت کرد. پس از تشکیل دانشگاه آذربایجان به استادی و معاونت و ریاست دانشکده پزشکی و ریاست آن دانشگاه رسید. او همچنین به طبابت و ریاست بیمارستان می‌پرداخت. او داماد عباس ادهم بود.